# 環甲關節
環甲關節（cricothyroid articulation、或 joint(關節)、環甲狀關節）是連接環狀軟骨及甲狀軟骨的關節。它通過改變聲帶的張緊度來調節人聲的音調起到關鍵性的作用。這種張力主要由喉內的甲杓肌及喉外的環甲肌進行控制，並通過縮小由環甲關節容許的水平和垂直方向之旋轉和滑動運動所產生的"環甲間隙"(cricothyroid space)，可以因此改變聲帶張力、及調節語音基頻。

## 外部連接
- （英文）lesson11 在韦斯利诺曼的解剖课上（乔治城大学） (larynxskel2)

Template:Joints of head and neck